# Colwellia asteriadis
Espèce
Colwellia asteriadis est une espèce du genre de bactéries marines à Gram négatif Colwellia et de la famille des Colwelliaceae.  Comme les autres Colwellia, elle fait partie de l'ordre des Alteromonadales et du phylum des Pseudomonadota.

## Historique
L'espèce Colwellia asteriadis a été isolée en avril 2007 de la peau de l'étoile de mer Asterias amurensis prélevée au port d'Im-Won à Samcheok dans la mer de l'est de Corée du Sud et décrite en 2010. Lors de cette exploration, une autre espèce bactérienne a églamenet été décrite, Kistimonas asteriae (souche type KMD 001).

## Taxonomie
Le nom correct complet (avec auteur) de ce taxon est Colwellia asteriadis Choi et al. 2010.

### Étymologie
L'étymologie de l'espèce Colwellia asteriadis est la suivante : as.te’ri.adis N.L. fem. n. Asterias, un nom de genre zoologique; N.L. gen. fem. n. asteriadis, pour faire référence à l'isolement de la souche type sur Asterias amurensis,.

### Classification phylogénique
La souche KMD 2 a été caractérisée par des méthodes phénotypiques et la chimiotaxonomie mais c'est analyse phylogénique de la séquence de l'ARNr 16S qui a permis de rattacher cette souche au genre Colwellia. C'est avec l'espèce C. psychrerythraea que l'homologie de séquence a été la plus élevée avec 96,7 % d'homologie puis avec l'espèce C. demingiae et (95,6 %. A ce clade de trois espèces, s'est ajoutée une autre espèce en 2015, C. arctica. Colwellia asteriadis est phylogénétiquement incluse dans le phylum Pseudomonadota (ex Proteobactéries).

## Description
Colwellia asteriadis est une bactérie Gram négative anaérobie facultative. Elle se présente sous la forme de bacilles petits ou incurvés de 0,4 µm à 0,5 µm de large et longs de 0,7 µm à 1,0 µm. Colwellia asteriadis est mobile par l'intermédiaire d'un flagelle polaire unique. Elle est positive pour les tests catalase et oxydase. Lorsqu'elles sont cultivées sur gélose A1, les colonies sont de couleur beige, circulaires, lisses et plates. La croissance est optimale à 15 °C mais peu se produire sur une gamme de 4 à 25 °C. Le pH de croissance est compris entre 4 et 10. Ces bactéries nécessitent la présence de NaCl pour assurer leur croissance qui est optimale en présence de 1,0 % à 10,0 % (w/v) et devient très faible sans NaCl et impossible en présence de 12 % à 15 % de NaCl. La principale ubiquinone est l'ubiquinone Q-8. Le profile phénotypique de la souche type KMD 002 sur galerie API ZYM est identique à celui de l'espèce Colwellia aestuarii.
Le contenu en nucléotides GC est de 40.3 %.
La souche type est la souche KMD 002 parfois notée KMD 2,

## Habitat
Colwellia asteriadis est une bactérie marine. Elle a été isolée à 10 m de profondeur.